# Сидор Ковпак
Сидир Артемович Ковпак (на украински: Сидір Артемович Ковпак; на руски: Си́дор Арте́мьевич Ковпа́к; на английски: Sidor Artemyevich Kovpak; 7 юни 1887 – 11 декември 1967) е един от партизанските водачи на съветските партизани в Украинската ССР по време на Втората световна война.

## Биография
Ковпак е роден в бедно украинско селско семейство в село Котелва в Харковска губерния, Руска империя (в днешна Украйна). За военните си заслуги през Първата световна война той е награден с два Георгиевски кръста лично от руския император Николай II (награда за изключителен военен героизъм). След Руската революция той се присъединява към Всеруската комунистическа партия (болшевики) и се бори за партизанските части на Червената армия срещу германските сили, както и срещу Бялата гвардия на Антон Деникин в кавалерийската дивизия на Василий Чапаев. В междувоенния период е ръководител на местната власт в град Путивъл, Сумска област.

## Втора световна война
По време на германската инвазия в Съветска Украйна партизански части, водени от Сидир Ковпак, водят партизанска война срещу силите на Оста, първоначално в партизански бастиони в области Суми и Брянск, но по-късно операциите им се разпростират дълбоко в окупираната от Германия територии, включително Киев, Житомир, Ровно, Гомел, Волин и други региони. Тези партизански части се бият и срещу националистическата Украинска въстаническа армия. През 1944 г. партизаните под ръководството на Ковпак нападат вражеските сили в цяла Западна Украйна и Беларус и дори достига до румънските гранични райони по време на операцията в Карпатите, нанасяйки тежки жертви на вермахта.
Ковпак усвоява партизанската тактика и два пъти е удостоен със званието Герой на Съветския съюз (1942; 1944). През лятото на 1943 г. германците успяват да издирят и убият втория командир на Ковпак, Семьон Руднев, който е заменен от нова дясна ръка Петро Вершигора, който по-късно ще стане писател и ще посвети книгите си на партизанската съпротива на отрядите на Ковпак.
Сидир Ковпак е повишен в чин генерал – майор през 1943 г. Според мемоарите на неговия лейтенант Вершигора, повишението му и звездите на генерала са били доставени по въздуха на позицията на неговия партизански отряд дълбоко зад фронтовите линии. След края на Втората световна война Сидир Ковпак заема ключови позиции в ръководството на Съветска Украйна, включително заместник-председател на Върховния съд на Украйна през 1947 г. и Върховния съвет на Украйна през 1967 г. Той също така е член на Върховния съвет на Украинската ССР. На 10 юли 1949 – та ръководи делегацията на УССР на погребението на Георги Димитров.

## Книги
- От Путивля до Карпат (От Путивъл до Карпатите), 1945, Воениздат, 136 стр. Записва Евгений Николаевич Герасимов (1903 – 1986).[5]Английски превод Vid Putivla do Karpat, публикуван от Politvydav Ukrainy, Киев, първи печат през 1973 г.[6]
- Из дневника партизанских походов (Из дневника на партизанските походи), 1964 г., ДОСААФ, руски език, 220 стр.
- Воспоминания, очерки, статьи (Мемоари, есета, статии), 1987, Политвыдав Украины, Киев, руски език, 388 страници.

## Филми
Ковпак е изобразен (от Константин Степанков) в съветската филмова трилогия Дума за Ковпак (Дума о Ковпаке, Поема на Ковпак):
- Дума о Ковпаке: Набат (Дума о Ковпаке: Набат, Поема на Ковпак: Тревога), 1973 г. – как първоначално малък партизански отряд от дванадесет души прераства в голяма сила под ръководството на Ковпак и Руднев.[7]
- Дума о Ковпаке: Буран (Дума о Ковпаке: Буран, Поема на Ковпак: Буря), 1975 г. – за действията в тила на врага през 1941 – 1942 г.[8]
- Duma o Kovpake: Karpaty, Karpaty... (Дума о Ковпаке: Карпаты, Карпаты... , Поема на Ковпак: Карпати, Карпати...), 1976 г. – за рейда в Карпатите през 1943 г.[9]
- Телевизионен документален филм Его звали ДЕД (Наричаха го ДЯДО) (украински език, продукция на TRK Era, режисьор Олексий Барбарук-Трипилски, 36 минути, прожектиран през 2011 г.) документира живота на Ковпак по време на войната.

## Други
Един от клоновете на формирование Ковпак е в Торфораработки, в района на Дептовка, Дмитриевски район, Черниговска област. Този филиал е медицински лагер, разположен дълбоко в горите на Черниговска област. Клонът укрива ранени партизани, грижи се за тях, докато не могат да бъдат евакуирани на „Голямата Земя“ със самолет (U2). Командир на лагера е Наум Аронович, който преди войната е директор на Совхоза в Дептовка. Докторът е Наталия Бусева, Фелдшер е Клавдия Бусева, няколко медицински сестри от бившата болница Дептовка. Лагерът функционира 2,5 години до отстъплението на германските войски през 1943 г.